# Sju hertigar
Sju hertigar (engelska: Kind Hearts and Coronets) är en brittisk komedifilm från 1949 i regi av Robert Hamer. Filmen är baserad på romanen Israel Rank av Roy Horniman. I huvudrollerna ses Dennis Price, Joan Greenwood, Valerie Hobson och Alec Guinness; Guinness spelar nio olika roller och fick med detta sitt stora genombrott. Filmen hade svensk premiär den 8 maj 1950.
1999 placerade British Film Institute filmen på 6:e plats på sin lista över de 100 bästa brittiska filmerna genom tiderna. 

## Rollista i urval
- Dennis Price - Louis Mazzini / Louis Mazzinis far
- Alec Guinness - nio medlemmar i familjen D'Ascoyne: Ethelred, hertigen av Chalfont, Lord Ascoyne, pastor Lord Henry, General Lord Rufus, amiral Lord Horatio, unge Ascoyne, unge Henry och Lady Agatha D'Ascoyne.
- Valerie Hobson - Edith
- Joan Greenwood - Sibella
- Audrey Fildes - Mrs. Mazzini, Louis mamma
- Miles Malleson - Mr. Elliott, bödeln
- Clive Morton - översten, fängelsedirektör
- John Penrose - Lionel Holland
- Cecil Ramage - kronjuristen
- Hugh Griffith - domaren
- John Salew - Mr. Perkins
- Eric Messiter - kriminalkommissarie Burgoyne vid Scotland Yard
- Lyn Evans - bonden
- Barbara Leake - Miss Waterman, lärarinnan
- Peggy Ann Clifford - Maud Redpole
- Anne Valery - flickan i båten, Ascoyne D'Ascoynes älskarinna
- Arthur Lowe - reporter för tidningen Tit-Bits

### Svensk version
- Stig Järrel[1]